# Vahliella atlantica
Vahliella atlantica är en lavart som först beskrevs av Per Magnus Jørgensen och P.W.James, och fick sitt nu gällande namn av Per Magnus Jørgensen. Vahliella atlantica ingår i släktet Vahliella, ordningen Peltigerales, klassen Lecanoromycetes, divisionen sporsäcksvampar och riket svampar. Arten är reproducerande i Sverige.